# Braxton Miller
(en) Statistiques sur pro-football-reference
Braxton Marcellus Miller (né le 30 novembre 1992) est un wide receiver en football américain, qui est actuellement agent libre. Il a joué au football américain universitaire aux États-Unis pour les Buckeyes d'Ohio State, et a été leur quarterback de 2011 à 2013, avant d'être transféré au poste de wide receiver en 2015. Il a été sélectionné par les Texans de Houston au troisième tour de la Draft 2016 de la NFL et a également joué pour les Eagles de Philadelphie, les Browns de Cleveland et les Panthers de la Caroline.

## Carrière au lycée
Braxton Miller a déménagé de Springfield, dans l'Ohio, pour aller à la Wayne High School à Huber Heights avant sa première année universitaire. Pendant son séjour, il a joué au football américain au lycée au sein de l'équipe des Warriors. Il a été finaliste du Mr. Football Award et a également participé au Under Armour All-America,. Il a également pratiqué le basket-ball et l'athlétisme. 